# Liste der Schweizer Meister im Unihockey
Die Liste der Schweizer Meister im Unihockey listet die Gewinner der Nationalliga A (2007 bis 2013 «Swiss Mobiliar League») auf und damit die Gewinner der Schweizer Meisterschaften im Unihockey. Die Schweizer Meister bis 1988 wurden auf dem Kleinfeld bestimmt, danach wurde die Grossfeldliga gegründet. Die ersten beiden Schweizer Meisterschaften im Unihockey wurden durch den Schweizerischen Landhockeyverband durchgeführt. Rekordmeister bei den Herren sind der SV Wiler-Ersigen und bei den Damen die Red Ants Rychenberg Winterthur, die bis 2000 die Frauenabteilung des HC Rychenberg Winterthur waren.

## Die Schweizer Unihockeymeister

### Herren
| Jahr    | Meister                 | Vizemeister              |
| ------- | ----------------------- | ------------------------ |
| 2025    | Zug United              | Unihockey Tigers Langnau |
| 2024    | Zug United              | SV Wiler-Ersigen         |
| 2023    | SV Wiler-Ersigen        | Floorball Köniz          |
| 2022    | Grasshopper Club Zürich | SV Wiler-Ersigen         |
| 2021    | Floorball Köniz         | SV Wiler-Ersigen         |
| 2020 a) | Kein Meister            |                          |
| 2019    | SV Wiler-Ersigen        | Grasshopper Club Zürich  |
| 2018    | Floorball Köniz         | SV Wiler-Ersigen         |
| 2017    | SV Wiler-Ersigen        | UHC Alligator Malans     |
| 2016    | Grasshopper Club Zürich | Floorball Köniz          |
| 2015    | SV Wiler-Ersigen        | UHC Alligator Malans     |
| 2014    | SV Wiler-Ersigen        | Unihockey Tigers Langnau |
| 2013    | UHC Alligator Malans    | Floorball Köniz          |
| 2012    | SV Wiler-Ersigen        | Grasshopper Club Zürich  |
| 2011    | SV Wiler-Ersigen        | UHC Alligator Malans     |
| 2010    | SV Wiler-Ersigen        | HC Rychenberg Winterthur |
| 2009    | SV Wiler-Ersigen        | Unihockey Tigers Langnau |
| 2008    | SV Wiler-Ersigen        | Floorball Köniz          |
| 2007    | SV Wiler-Ersigen        | Unihockey Tigers Langnau |
| 2006    | UHC Alligator Malans    | SV Wiler-Ersigen         |
| 2005    | SV Wiler-Ersigen        | Grasshopper Club Zürich  |
| 2004    | SV Wiler-Ersigen        | UHC Alligator Malans     |
| 2003    | UHC Rot-Weiss Chur      | SV Wiler-Ersigen         |
| 2002    | UHC Alligator Malans    | SV Wiler-Ersigen         |
| 2001    | UHC Rot-Weiss Chur      | UHC Alligator Malans     |
| 2000    | UHC Rot-Weiss Chur      | UHC Alligator Malans     |
| 1999    | UHC Alligator Malans    | UHC Rot-Weiss Chur       |
| 1998    | UHC Rot-Weiss Chur      | UHC Alligator Malans     |
| 1997    | UHC Alligator Malans    | UHC Rot-Weiss Chur       |
| 1996    | UHC Rot-Weiss Chur      | Torpedo Chur             |
| 1995    | UHC Rot-Weiss Chur      |                          |
| 1994    | UHC Rot-Weiss Chur      | UHC Alligator Malans     |
| 1993    | UHC Rot-Weiss Chur      | HC Rychenberg Winterthur |
| 1992    | UHC Rot-Weiss Chur      | HC Rychenberg Winterthur |
| 1991    | UHC Rot-Weiss Chur      |                          |
| 1990    | UHC Rot-Weiss Chur      |                          |
| 1989    | UHC Rot-Weiss Chur      | UHC Elch Zürich          |
| 1988    | UHT Zäziwil             |                          |
| 1987    | UHT Zäziwil             |                          |
| 1986    | UHC Giants-Kloten       |                          |
| 1985    | UHT Zäziwil             |                          |
| 1984    | UHC Urdorf              |                          |

a) 2019/20: Saison wurde wegen Coronavirus vorzeitig beendet.

### Damen
| Jahr    | Meister                                                           | Vizemeister                    |
| ------- | ----------------------------------------------------------------- | ------------------------------ |
| 2025    | UHC Kloten-Dietlikon Jets                                         | Zug United                     |
| 2024    | UHC Kloten-Dietlikon Jets                                         | Zug United                     |
| 2023    | UHC Kloten-Dietlikon Jets                                         | UHV Skorpion Emmental          |
| 2022    | UHC Kloten-Dietlikon Jets                                         | Piranha Chur                   |
| 2021    | UHC Kloten-Dietlikon Jets                                         | UHV Skorpion Emmental          |
| 2020 d) | Kein Meister                                                      |                                |
| 2019    | UHC Kloten-Dietlikon Jets (vormals UHC Dietlikon)                 | Piranha Chur                   |
| 2018    | Piranha Chur                                                      | UHC Dietlikon                  |
| 2017    | UHC Dietlikon                                                     | Piranha Chur                   |
| 2016    | Piranha Chur                                                      | UHC Dietlikon                  |
| 2015    | Piranha Chur                                                      | UHC Dietlikon                  |
| 2014    | Piranha Chur                                                      | UHC Dietlikon                  |
| 2013    | Piranha Chur                                                      | UHC Dietlikon                  |
| 2012    | Piranha Chur                                                      | UHC Dietlikon                  |
| 2011    | Red Ants Rychenberg Winterthur                                    | Piranha Chur                   |
| 2010    | Piranha Chur                                                      | Red Ants Rychenberg Winterthur |
| 2009    | UHC Dietlikon                                                     | Red Ants Rychenberg Winterthur |
| 2008    | UHC Dietlikon                                                     | Piranha Chur                   |
| 2007    | UHC Dietlikon                                                     | Red Ants Rychenberg Winterthur |
| 2006    | UHC Dietlikon                                                     | Red Ants Rychenberg Winterthur |
| 2005    | Red Ants Rychenberg Winterthur                                    | UHC Dietlikon                  |
| 2004    | Red Ants Rychenberg Winterthur                                    | UHC Dietlikon                  |
| 2003    | UHC Dietlikon                                                     | Piranha Chur                   |
| 2002    | Red Ants Rychenberg Winterthur                                    | UHC Dietlikon                  |
| 2001    | Red Ants Rychenberg Winterthur (vormals HC Rychenberg Winterthur) | UHC Dietlikon                  |
| 2000    | HC Rychenberg Winterthur                                          | Jona-Uznach Flames             |
| 1999    | HC Rychenberg Winterthur                                          | UHC Giants Kloten              |
| 1998    | HC Rychenberg Winterthur                                          | Piranha Chur                   |
| 1997    | HC Rychenberg Winterthur                                          |                                |
| 1996    | HC Rychenberg Winterthur                                          |                                |
| 1995    | HC Rychenberg Winterthur                                          |                                |
| 1994    | HC Rychenberg Winterthur                                          |                                |
| 1993    | HC Rychenberg Winterthur                                          |                                |
| 1992    | HC Rychenberg Winterthur                                          |                                |
| 1991    | HC Rychenberg Winterthur                                          |                                |
| 1990    | BTV Chur                                                          |                                |
| 1989    | HC Rychenberg Winterthur                                          |                                |
| 1988    | HC Rychenberg Winterthur                                          |                                |
| 1987    | HC Rychenberg Winterthur                                          |                                |

d) 2019/20: Saison wurde wegen Coronavirus vorzeitig beendet.

## Anzahl Titelgewinne

### Anzahl Titelgewinne Herren
| Rang | Verein                  | Meister-Titel | Zuletzt | Meistersaisons                                    |
| ---- | ----------------------- | ------------- | ------- | ------------------------------------------------- |
| 1    | SV Wiler-Ersigen        | 13            | 2023    | 2004–2005, 2007–2012, 2014–2015, 2017, 2019, 2023 |
| 2    | UHC Rot-Weiss Chur      | 12            | 2003    | 1989–1996, 1998, 2000–2001, 2003                  |
| 3    | UHC Alligator Malans    | 5             | 2013    | 1997, 1999, 2002, 2006, 2013                      |
| 4    | UHT Zäziwil             | 3             | 1988    | 1985, 1987–1988                                   |
| 5    | Grasshopper Club Zürich | 2             | 2022    | 2016, 2022                                        |
|      | Floorball Köniz         | 2             | 2021    | 2018, 2021                                        |
|      | Zug United              | 2             | 2025    | 2024, 2025                                        |
| 7    | UHC Giants-Kloten       | 1             | 1986    | 1986                                              |
|      | UHC Urdorf              | 1             | 1984    | 1984                                              |

Stand: 26. Mai 2024

### Anzahl Titelgewinne Damen
| Rang | Verein                                                                              | Meister-Titel | Zuletzt | Meistersaisons                         |
| ---- | ----------------------------------------------------------------------------------- | ------------- | ------- | -------------------------------------- |
| 1    | Red Ants Rychenberg Winterthur (bis 2000 Damensektion des HC Rychenberg Winterthur) | 18            | 2011    | 1987–1989, 1991–2002, 2004–2005, 2011  |
| 2    | UHC Kloten-Dietlikon Jets (vormals UHC Dietlikon)                                   | 12            | 2025    | 2003, 2006–2009, 2017, 2019, 2021–2025 |
| 3    | Piranha Chur (vormals BTV Chur)                                                     | 8             | 2018    | 1990, 2010, 2012–2016, 2018            |

Stand: 21. April 2024